# Calle Bo Aung Kyaw
La Calle Bo Aung Kyaw antiguamente llamada Calle Sparks es una calle importante, pasando de sur a norte a través de Kyauktada y Botataung en el sur de Rangún, una localidad del país asiático de Birmania. La calle comienza en una intersección cerca del río Yangon con la carretera Strand, pasa al norte y cruza la calle Maha bandula y la carretera Anawrahta antes de finalmente unirse a la carretera Bogyoke Aung San.
La calle contiene una serie de edificios históricos, como la Catedral de Santa María, situada en el extremo norte de la calle en la esquina con la calle Bogyoke Aung San.